# Sylvia Limmer
Sylvia Limmer é uma política alemã que está a servir como membro do Parlamento Europeu pelo partido Alternativa para a Alemanha.